# Xanthocalanus macilenta
Xanthocalanus macilenta är en kräftdjursart som först beskrevs av K.R.E. Grice och Hülsemann 1970.  Xanthocalanus macilenta ingår i släktet Xanthocalanus och familjen Phaennidae. Inga underarter finns listade i Catalogue of Life.